# Mares nórdicos

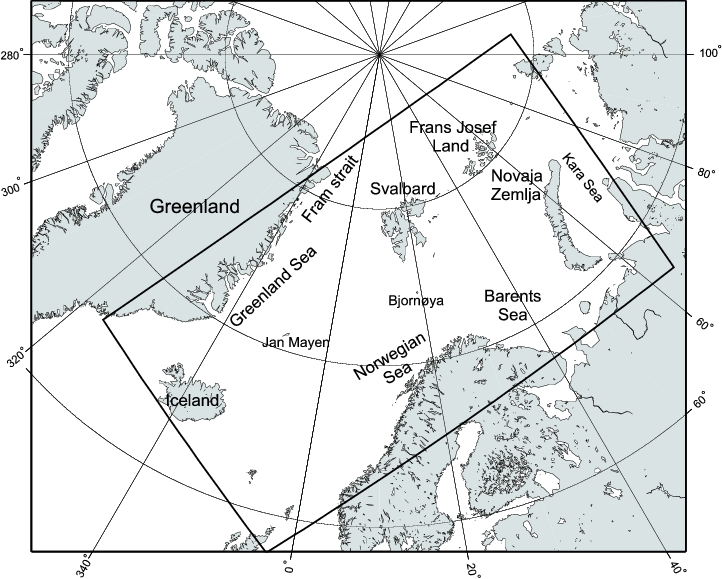
Mapa de situación de los mares nórdicos

Se denomina como mares nórdicos a aquellas masas de agua marina que se encuentran al norte de Islandia y al sur de Svalbard. También se han definido como la región ubicada al norte de la dorsal Groenlandia-Escocia y al sur de la intersección del estrecho de Fram-Spitsbergen-Noruega. Conocida por conectar las aguas del Pacífico Norte y del Atlántico Norte, esta región también es conocida por tener algunas de las aguas más densas, siendo la región más densa la masa de agua profunda del Atlántico Norte. Las aguas más profundas del océano Ártico están conectadas con los demás océanos del mundo a través de los mares nórdicos y el estrecho de Fram. Hay tres mares dentro de lo que se conoce como Mar Nórdico: el mar de Groenlandia, el mar de Noruega y el mar de Islandia. Los mares nórdicos solo representan alrededor del 0,75% de los océanos del mundo. Se sabe que esta región tiene diversas características en un área topográfica tan pequeña, como los sistemas de dorsales mediooceánicas. Algunas ubicaciones tienen plataformas poco profundas, mientras que otras tienen pendientes y cuencas profundas. Esta región, debido a la transferencia de energía y gases entre la atmósfera y el océano, tiene un clima estacional variable. Durante el invierno, se forma hielo marino en las regiones occidental y septentrional de los mares nórdicos, mientras que durante los meses de verano, la mayor parte de la región permanece libre de hielo.

## Descripción
Varias masas de agua se encuentran interactuando en el Mar Nórdico. Estas masas de agua están presentes debido a la subducción, la mezcla convectiva profunda, la mezcla superficial/frontal y el arrastre de agua de latitudes bajas y altas. La interacción de múltiples fuentes de agua puede conducir a condiciones variables. La nueva producción primaria es mayor en esta región, por lo general superando la producción primaria regenerada. La nueva producción es mayor en las regiones donde el agua interactúa con el agua del Atlántico, que tiene aguas ricas en nutrientes. Al observar el flujo de carbono de la atmósfera al océano, esta región se considera una de las más altas de los océanos del mundo. Esta región también es conocida por ser una de las pocas masas de agua que absorben grandes cantidades de dióxido de carbono al año, que van desde 20 a 85 g C m −2 y −1, que se considera alta en comparación con el flujo de dióxido de carbono en los océanos del mundo.
Los mares nórdicos incluyen el mar de Groenlandia, el mar de Noruega y el mar de Islandia. Los dos primeros se distinguen por la dorsal de Mohns que los separa. Los mares de Groenlandia e Islandia están separados por la zona de fractura de Jan Mayen, y los mares de Noruega e Islandia tienen entre ellos la dorsal de Aegir. Los mares nórdicos tienen características variables y diversas como resultado de que cada mar tiene estructuras de masa de agua y patrones de circulación separados. El mar de Groenlandia produce aguas densas debido a su alta salinidad y temperaturas más frías debido al enfriamiento invernal. Existe una mayor salinidad como resultado de la proximidad del mar de Groenlandia a la afluencia de salinidad que se produce desde el océano Atlántico. Otra fuente de agua densa proviene de las aguas árticas que también desembocan en el mar de Groenlandia. Estas mezclas de fuentes de agua son importantes porque juegan un papel en los desbordes que ocurren en el Atlántico Norte. El agua que se desborda de la dorsal de Groenlandia se convierte en la masa de agua profunda del Atlántico Norte, aunque esta masa de agua no forma las aguas profundas del mar Nórdico.

## Circulación
La circulación de los mares nórdicos es ciclónica.
Los mares nórdicos intercambian agua con el Atlántico norte en la parte superior del océano. El agua cálida del Atlántico norte ingresa a los mares nórdicos desde el este, específicamente en la corriente atlántica noruega (parte de la corriente del Atlántico Norte). El límite occidental de los mares nórdicos es la corriente de corriente de Groenlandia oriental que fluye hacia el sur. Esta corriente entra por el estrecho de Fram directamente desde el Ártico y se considera una de las principales formas de exportación de hielo marino desde el Ártico. La corriente de Groenlandia oriental se divide en la corriente de Jan Mayen en el límite oriental de los mares nórdicos debido a la batimetría. La corriente de Jan Mayen juega un papel importante en la formación de agua densa que se produce en el mar de Groenlandia. Continuando hacia el norte, la corriente atlántica noruega fluye a lo largo de la costa de Noruega hasta el Ártico, y finalmente se separa en el mar de Barents y la corriente de Spitsbergen. Hay varias circulaciones de giro que ocurren en los mares nórdicos. Las aguas subterráneas salen de los mares nórdicos por el sur de los desbordes entre Groenlandia y Escocia. El agua intermedia sale a través del estrecho de Dinamarca y la dorsal de Islandia. Las aguas de desbordamiento más densas salen a través del canal de Faroe Bank.

## Masas de agua
Las masas de agua que abarcan los mares nórdicos siempre están cambiando en respuesta a las variaciones locales que ocurren entre los flujos atmósfera-océano y la convección de aguas intermedias a profundas. Los mares nórdicos se encuentran entre el Atlántico norte y el océano Ártico, y ambos tienen condiciones variables de agua superficial. Los mares nórdicos son complejos en la variedad de masas de agua que contienen: dos aguas superficiales, tres aguas intermedias y tres aguas profundas.
Las dos aguas superficiales son el agua atlántica y el agua superficial polar. El agua atlántica es cálida y tiene una salinidad más alta que el agua de la superficie polar, más fría y fresca. La diferencia de temperatura y salinidad entre las dos masas de agua influye en el clima de Escandinavia . El agua atlántica entra al sistema con temperaturas de 7 a 9 °C y una salinidad de 35,2 psu. A medida que el agua atlántica se mueve en la corriente atlántica noruega, la temperatura se enfría a 1 a 3 °C con una salinidad de 35,0 psu. La calidez proporcionada por esta corriente juega un papel en brindar a Escandinavia temperaturas más cálidas. El agua de la superficie polar tiene una temperatura de alrededor de 1,5 °C y una salinidad de aproximadamente 34 psu. Las profundidades rondan los 150 metros. Esta agua aumenta de temperatura a medida que llega al mar de Groenlandia, pero provoca aguas superiores más frías en el mar de Groenlandia.
La primera agua intermedia es un remanente del agua atlántica de la corriente de Groenlandia Oriental. Esta agua ha sido enfriada y cubierta por el agua de la superficie polar. La temperatura ronda las 2 °C con una salinidad de 35 psu. La segunda agua intermedia es el agua intermedia ártica. Esta agua es más fresca y fresca. La temperatura es de alrededor de -1.5 a 3 °C y tiene una salinidad de aproximadamente 34,88 psu. Las profundidades rondan los 800 metros. Esta agua intermedia es una capa mínima de salinidad en los mares nórdicos, que es única porque se encuentra debajo de una capa máxima de salinidad, el agua atlántica. La tercera capa intermedia se llama agua profunda polar superior. Esta masa de agua pasa por el estrecho de Fram y se encuentra en la corriente de Groenlandia Oriental. Esta agua intermedia tiene una temperatura de -0,5 °C y una salinidad de 34,85 a 34,9 psu.
Las tres aguas profundas consisten en las aguas profundas del mar de Groenlandia, las aguas profundas del mar de Noruega y las aguas profundas del océano Ártico. El agua profunda del mar de Groenlandia tiene una temperatura de aproximadamente -1,8 °C y una salinidad de 34,895 psu. Esta masa de agua está formada por convección profunda que se produce de forma intermitente en el giro de Groenlandia. El agua profunda del océano Ártico es de aproximadamente 34,92 psu. Esta masa de agua tiene una salinidad más alta debido a la expulsión de salmuera en los mares árticos. La profundidad ronda los 1500 y 2000 metros. Las aguas profundas del mar de Noruega son una combinación de las aguas profundas del océano Ártico y las aguas profundas del mar de Groenlandia. Esta masa de agua se encuentra por debajo de los 2000 metros. Debido a las temperaturas más cálidas de la corriente del Atlántico Norte, esta masa de agua está libre de hielo durante el año.